# Qianqi
Qianqi (kinesiska:  前岐) är en köping i sydöstra Kina. Den ligger i Fuding i staden Ningde i provinsen Fujian, omkring 170 kilometer nordost om provinshuvudstaden Fuzhou. Antalet invånare är 37632. Befolkningen består av 18 568 kvinnor och 19 064 män. Barn under 15 år utgör 17,0 %, vuxna 15-64 år 72 %, och äldre över 65 år 10,0 %.